# ۱۵۱۱ (میلادی)
۱۵۱۱ (میلادی) هزار و پانصد  و یازدهمین سال تقویم میلادی است.
- ۱۸ اکتبر – فیلیپ دو کومین، نویسنده و دیپلمات فرانسوی